# European Youth Event
El EYE (Evento Europeo de la Juventud) es un evento iniciado y organizado cada dos años por el Parlamento Europeo desde el 2014 con el objetivo de crear ciudadanos activos e involucrados entre los jóvenes europeos.
El EYE reúne jóvenes de toda la Unión Europea y más allá en el Parlamento Europeo en Estrasburgo y en línea para que compartan sus ideas sobre el futuro de Europa.
Durante el evento, los jóvenes participan en actividades creadas junto con instituciones, organismos internacionales, organizaciones de la sociedad civil, organizaciones juveniles y los propios participantes, ofreciendo un espacio de debate y para conocerse. La edición más reciente tuvo lugar los días 9 y 10 de octubre de 2021, con varios eventos de seguimiento en los meses siguientes.
EYE2023, la quinta edición presencial del evento, tendrá lugar los días 9 y 10 de junio 2023.
El EYE también ofrece actividades en línea durante todo el año, creando así la oportunidad para discusiones públicas más amplias sobre los problemas más urgentes a los que se enfrenta Europa en la actualidad.

## Objetivo del EYE
El EYE permite a jóvenes de 16 a 30 años intercambiar sus puntos de vista con expertos, activistas, personas influyentes y tomadores de decisiones.

## Informe del EYE
Después del EYE, las ideas de los jóvenes asistentes se recogen en el Informe del EYE y se distribuye a todos los miembros del Parlamento Europeo (MEP).
Con el fin de recoger y destacar las ideas y sugerencias de los participantes, un equipo de jóvenes periodistas -coordinado por European Youth Press y con un comentario político del Foro Europeo de la Juventud- ha redactado estos reportes en 2014, 2016 y 2018.
En el 2021, el Parlamento Europeo recopiló más de 1500 ideas y propuestas de ciudadanos jóvenes en el sitio web youthideas.eu. Las ideas más populares de las consultas con los jóvenes, elegidas por el equipo editorial de EYE, se llevaron al EYE2021 y los participantes las desarrollaron durante las sesiones de brainstorming. Entre estas ideas, se seleccionaron 20 ideas y todos los participantes del EYE, presenciales y en línea, votaron por las 5 mejores ideas que se presentaron en la sesión de clausura del EYE. El informe se presentó a la Conferencia sobre el Futuro de Europa y a los miembros del Parlamento Europeo para que sirva de inspiración para el debate político y las propuestas de políticas futuras.

## Audiencias del EYE
Después del evento, algunos participantes pueden desarrollar las ideas más populares y presentarlas directamente a los eurodiputados durante las Audiencias EYE.
Durante las audiencias, los eurodiputados dan su opinión a los exparticipantes de EYE sobre las ideas que respaldan, planean implementar o con las que no están de acuerdo.

## Yo!Fest
Durante las tres primeras ediciones de EYE, el Foro Europeo de la Juventud organizó el Yo!Fest junto con el evento principal. El contenido de Yo!Fest fue diseñado y presentado por organizaciones y grupos juveniles de toda Europa.

## Sostenibilidad y accesibilidad
El OJO trabaja para promover la igualdad, la inclusión y la sostenibilidad con un fuerte compromiso con la accesibilidad para todos. El evento tiene como objetivo implementar soluciones que lo hagan sostenible y respetuoso del medio ambiente y que se adapte a las necesidades de los participantes. En 2021, el EYE obtuvo la certificación ISO 20121 para la gestión sostenible de eventos.

## Ediciones

### EYE2014: Ideas para una Europa mejor
La primera edición, el Evento Europeo de la Juventud 2014 (#EYE2014) contó con la participación de 5.000 jóvenes europeos, 400 oradores y muchos socios y asociaciones juveniles de apoyo que acudieron a las instalaciones del Parlamento en Estrasburgo del 9 al 11 de mayo de 2014 para compartir sus ideas y pensamientos. sobre una multitud de temas relacionados con la juventud.
Los cinco temas principales del EYE2014 incluyeron el desempleo juvenil, la revolución digital, la sostenibilidad, los valores europeos y el futuro de la Unión Europea .

### EYE2016: Juntos podemos hacer un cambio
La segunda edición (#EYE2016) tuvo lugar los días 20 y 21 de mayo de 2016 y fue una ocasión para que la juventud europea hiciera oír sus opiniones sobre muchos temas, ofreciendo debates políticos y talleres con los responsables de la toma de decisiones.
En esta edición, 7500 jóvenes de toda Europa debatieron temas que van desde el espacio y la innovación hasta el cambio climático, la migración y la democracia.
Los cinco temas principales del EYE2016 fueron: Guerra y paz: perspectivas para un planeta en paz; Apatía o Participación: Agenda para una democracia vibrante; Exclusión o Acceso: Medidas enérgicas contra el desempleo juvenil; Estancamiento o innovación: el mundo laboral del mañana y Colapso o éxito: nuevos caminos para una Europa sostenible.

### EYE2018: El plan es avivar esta chispa hasta convertirla en llama
La tercera edición (#EYE2018) tuvo lugar del 1 al 2 de junio de 2018.
En EYE2018, 8000 jóvenes europeos participaron en diversas actividades, en torno a los cinco temas principales del evento: jóvenes y mayores: mantenerse al día con la revolución digital; Ricos y pobres: Pidiendo una parte justa; Separados y juntos: Trabajando por una Europa más fuerte; Seguro y peligroso: mantenerse con vida en tiempos turbulentos; Local y global: protegiendo nuestro planeta.
Los jóvenes europeos también tuvieron la oportunidad de participar en línea compartiendo sus ideas sobre el futuro de Europa a través del sitio web European Youth Ideas.

### EYE2020: edición en línea
El Parlamento Europeo decidió posponer EYE2020, originalmente previsto para mayo de 2020, en vista de las medidas excepcionales tomadas en relación con el brote de COVID-19. Para compensar el aplazamiento, el Parlamento Europeo presentó una edición especial en línea del evento.
La primera serie de eventos EYE Online tuvo lugar entre principios de abril y fines de mayo de 2020 y ofreció una variedad de actividades centradas en temas que incluyen salud mental, futuro de la educación, alimentos del mañana y renovación rural, noticias falsas, compras lentas, futuro de trabajo, vigilancia masiva y vacunación.
Durante este período se transmitieron en línea más de 60 actividades en vivo. Los oradores incluyeron a Christine Lagarde, David Maria Sassoli y numerosos miembros del Parlamento Europeo.
Tras el éxito de este evento virtual, se decidió que los eventos de EYE Online se llevarían a cabo regularmente a lo largo de 2021 y más allá.

### EYE2021: El futuro es nuestro
La cuarta edición (#EYE2021) tuvo lugar los días 8 y 9 de octubre de 2021 y reunió a 5000 jóvenes en el Parlamento Europeo en Estrasburgo y otros 5000 en línea para debatir más de 2000 ideas para dar forma al futuro de Europa.
EYE2021 fue la culminación del proceso de consulta juvenil del Parlamento Europeo para la Conferencia sobre el Futuro de Europa . Iniciado en mayo de 2021, en colaboración con organizaciones juveniles paneuropeas, las ideas de los jóvenes sobre el futuro de Europa se recopilaron en youthideas.eu.
Las 20 ideas más populares de EYE2021 se presentaron a los miembros de la Conferencia y se introdujeron en el debate político dentro del Parlamento Europeo.